# Park Hee-jin
Park Hee-jin (4 de diciembre de 1931 – 31 de marzo de 2015) es un poeta surcoreano.

## Biografía
Park Hee-jin nació en la provincia de Gyeonggi en Corea en 1931 durante el periodo de la dominación colonial japonesa. En 1956, con 25 años, tres de sus poemas fueron recomendados para su publicación en la revista Arte literario (Munhak yesul). Su amor por la literatura empezó desde muy temprano. El recuerda que cuando en la escuela primaria le preguntaban qué quería ser de mayor, él respondía que escritor. Debido a que tuvo que realizar sus estudios en japonés, hablaba y escribía en ese idioma y estaba muy interesado en las novelas y la poesía de Japón, especialmente en el haiku.
Fue a la Universidad de Corea, donde estudió Inglés y trabajó como profesor en la Escuela de Bachillerato Tongsong. Fue miembro del club literario Antología (Sahwajip) en los sesenta y también del grupo de lectura de poesía Espacio.
Fue soltero durante toda su vida y él mismo decía: "Me casé con la poesía". Evitó unirse a grupos de escritores que caían en la trampa de la ideología política y en vez de eso se dedicó a perfeccionar su arte poético. Ha declarado que "ha contribuido de verdad al desarrollo de las publicaciones literarias de Corea" y también está orgulloso de ser el primer poeta que experimentó de verdad con el movimiento de recitación poética. Define a los poetas como personas que están "terriblemente enamoradas de las palabras" y manifiesta que un poeta "debe dedicarse en cuerpo y alma al manejo del lenguaje".

## Obra
En el mundo poético de Park Hee-Jin contrastan el cielo y la tierra, así como la luz y la oscuridad.
Después de que Corea se independizó de Japón, Park Hee-Jin empezó a escribir en coreano. Al principio era algo torpe, pero consiguió crear su propio mundo poético, acudiendo a tendencias artísticas de Corea y de otros países. Se graduó de Literatura Inglesa en la universidad y poetas románticos como T.S. Eliot y W.B. Yeats influyeron en él en gran medida, así como Rainer Marie Wilke de Alemania y Paul Valery de Francia. También dice que recibió una gran inspiración de poetas tradicionalistas como el renombrado Seo Jeong-ju y Yu Chi-hwan, con el que también interactuó, además de Cho Chi-hun, Park Mog-wol y Pak Tu-jin, que escribió poesía tradicional sobre la naturaleza.
Park Hee-Jin, que fue inusualmente moderno para los poetas coreanos, también escribió poemas de viajes, como resultado de sus viajes a Europa y los Estados Unidos.

## Obras en coreano (lista parcial)
- Música de cámara (Shillae ak, 1960)
- La edad de bronce (Cheongdong shidae, 1965)
- Silencio que sonríe (Misohaneun chimmuk, 1970);
- Bajo el cielo de Seúl (Seoul ui haneul arae, 1979)
- Trecientos catorce poemas de cuatro versos (sahaeng shi sambaik shipsa pyeon, 1982)
- El arroyuelo de mi corazón (Gaseum sok ui shinaenmul, 1982)
- Sueños en Iowa (Aiowa eseo ggum e, 1985)
- Amantes en las lilas (Lailak sok ui yeonindeul, 1985)
- ¡Poeta, sé profeta! (Shiina neoneun seonjija doera, 1985)
- La canción de los pétalos desperdigados (Sanhwaga, 1988)
- Las azaleas de la montaña Bukhan (Buk’ansan ui jindallae, 1990)
- Trecientes poemtas de cuatro versos (Sahaeng shi sambaik su, 1991)
- El Buda en la flor de loto (Yeonggot sok ui bucheo nim, 1993)
- Los pinos de Morundae (Morundae ui sonamu, 1995);
- Versos de 701 líneas (Ilhaengshi chilbaeksu, 1997)
- Cien vistas a cien templos (Baeksa baekgyeong, 1999)
- Canciones de Hwarang (Hwarang Yeongga, 1999)
- Veinte vistas desde el río Tong (Donggang yishipgyeong, 1999)
- Cielo, tierra, hombre (Haneul, ddang, salam, 2000)
- Recopilación de viajes por el mundo de Park Hee-jin (Bak Huijin segye gihaeng shijip, 2001)
- El sueño de la Isla Tamna (Ggum gguneun tamnaseom, 2004)

## Premios
- Premio Literario Woltan (1976)
- Premio de poesía moderna (1988)
- Premio de Poesía de la Asociación Coreana de Poetas